# 徳光神社
徳光神社（とっこうじんじゃ）は鹿児島県指宿市山川岡児ケ水にある神社。別名「からいも神社」。旧社格は村社。

## 祭神

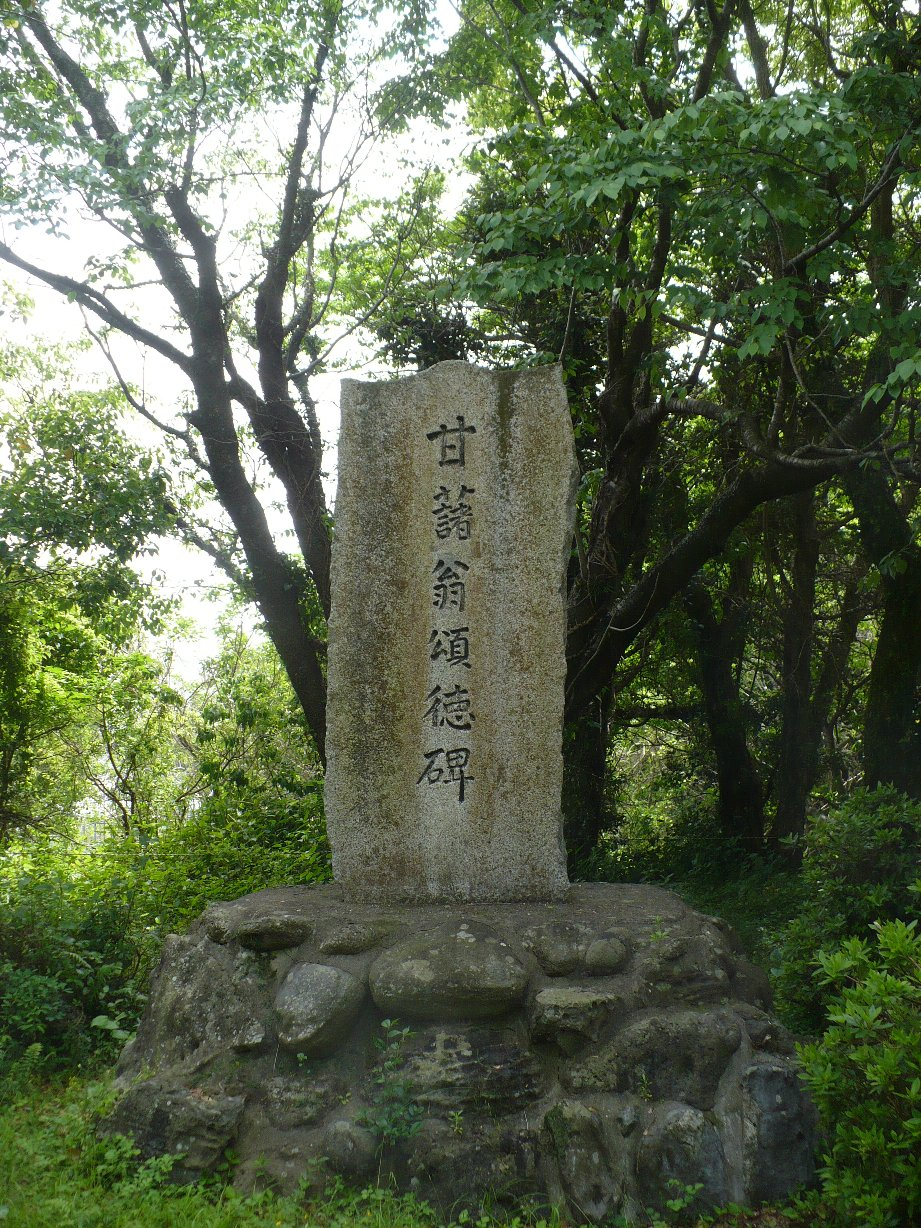
甘藷翁頌徳碑

玉蔓大御食持命を祀る。「玉蔓大御食持命」は前田利右衛門の霊号。

## 沿革
宝永2年（1705年）にこの地の商人である前田利右衛門は琉球でサツマイモが栽培され荒れ地でも育っているのを見て、薩摩にこの芋を栽培させることを考え持ち帰り、人々に栽培法を普及させた。このため江戸時代に飢饉があり食糧が不足した時でもこの地域の人が餓死することは少なくなったという。しかし後、前田利右衛門は琉球に渡るときに遭難して死亡した。その供養のために村人が持ち寄ったお金で供養堂を建てたのが起源とされる。明治2年（1869年）に廃仏毀釈を逃れるために寺から神社に変わった。
昭和63年（1988年）に、当時日本テレビのアナウンサーであった徳光和夫の姓が同じ字という縁から当神社を日本テレビ社屋屋上に勧請しているが、徳光自身は前田利右衛門とも指宿とも関係はない。当時、徳光が司会をしていた『ズームイン!!朝!』の正月特番（同年1月1日放送『新春・ズームイン!!朝!』）でこの神社から中継が行われた。